# Joe Locke
Pour les articles homonymes, voir Locke.
Pour l'acteur britannique, voir Joe Locke (acteur).
Joseph Paul Locke, est un vibraphoniste américain né le 18 mars 1959 en Californie, États-Unis.

## Biographie
Joe Locke est un vibraphoniste jazz (hard bop/post-bop). Ses principales influences sont Bobby Hutcherson et Milt Jackson.
À l'âge de huit ans, il joue du piano et de la batterie. Il change pour le vibraphone à l'âge de 13 ans. Durant son adolescence, il étudie avec le pianiste Phil Markowitz et le bassiste Steve Davis. Comme tant d'autres musiciens de sa génération, Locke emménage à New York en 1981. Au fil du temps, il devient un "sideman" pour Kenny Barron, Freddy Cole, Jerry Gonzalez et plusieurs autres.
À la suite d'une tournée au Japon dans les années 1990, il est employé par Eddie Henderson et Dianne Reeves. À quatre reprises, il fait une tournée en Russie accompagné du saxophoniste Igor Butman. Ses premiers enregistrements en tant que "leader" se font sur l'étiquette danoise Steeple Chase. Par la suite, il se joint à la maison de disques Milestone. Ses plus récents projets se font avec Geoffrey Keezer sous l'étiquette Origin.

## Discographie (non exhaustif)
- Restless Dreams The Joe Locke / Phil Markowitz Quartet, Chief Records (1983).
- 1990 Present Tense (Steeple Chase)
- 1991 Longing (Steeple Chase)
- 1995 Very Early (Steeple Chase)
- 1995 Moment to Moment (Milestone)
- 2001 Beauty Burning (Sirocco Music)
- 2003 4 Walls of Freedom (Sirocco Music)
- 2005 Rev.elation: The Music of Milt Jackson (Sharp Nine)
- 2006 Live in Seattle: Joe Locke / Geoffrey Keezer Group Reunion (Origin)
- 2007 Sticks and Strings (MusicEyes)
- 2008 Live at JazzBaltica avec Trio Da Paz (Maxjazz)
- 2008 Verrazano Moon avec Frank Kimbrough (OmniTone)
- 2008 Force of Four (Origin)
- 2009 Mutual Admiration Society Vol. 2 (Sharp Nine)
- 2010 For the Love of You (E1)
- 2011 Via avec Geoffrey Keezer, Tim Garland (Origin)
- 2012 Signing (Motéma)
- 2012 Wish Upon a Star (Motéma)
- 2013 Lay Down My Heart: Blues & Ballads, Vol. 1 (Motéma)
- 2015 Love Is a Pendulum (Motéma)
- 2018 Subtle Disguise (Origin)